# Thomas Joseph Dowling

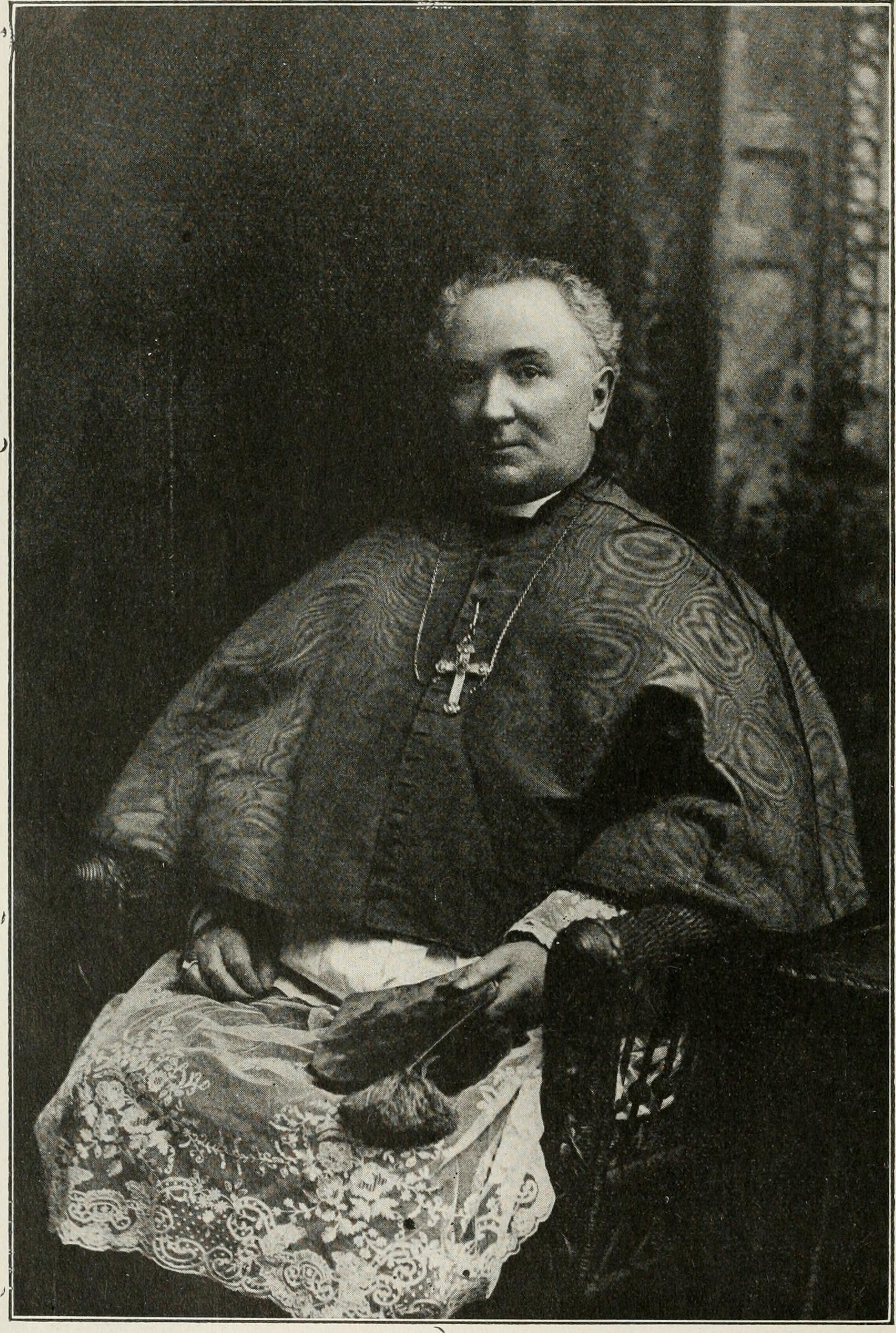
Bischof Thomas J. Dowling

Thomas Joseph Dowling (* 28. Februar 1840 in County Limerick, Irland; † 6. August 1924 in Hamilton, Ontario) war ein irischstämmiger kanadischer Geistlicher und römisch-katholischer Bischof von Hamilton, Ontario.

## Leben
Thomas J. Dowling kam mit elf Jahren nach Kanada und wuchs in der Diözese Hamilton auf. Er besuchte das St. Michael’s College in Toronto, wo er sich einen Ruf als Debattierer und Redner erwarb. Nach seinem Abschluss blieb er als Lehrer an der Schule, bevor er an das Priesterseminar in Montreal wechselte. Die Priesterweihe empfing er am 7. August 1864 durch den Bischof von Hamilton John Farrell. Danach wurde er in die Sacred Heart Parish in Paris, Ontario, gesandt, wo er mehr als zwanzig Jahre lang als Pfarrer wirkte.
Am 14. Dezember 1886 wurde Thomas J. Dowling zum Bischof von Peterborough ernannt. Die Bischofsweihe spendete ihm am 1. Mai 1887 der Erzbischof von Toronto John Joseph Lynch; Mitkonsekratoren waren John Walsh, Bischof von London in Ontario, und James Joseph Carbery, Bischof von Hamilton, Ontario.
Zwei Jahre später verließ Dowling Peterborough, um Bischof von Hamilton zu werden. Während seiner Amtszeit kam es zu einem starken Zustrom von Einwanderern nach Kanada. Dieser Bevölkerungszuwachs machte die Eröffnung von über zwanzig neuen Pfarreien und den Bau zahlreicher neuer Kirchen und Schulen erforderlich. Bischof Dowling bemühte sich, neu eingewanderte Kanadier in ihrer Muttersprache zu betreuen, indem er Priester mit gleichem ethnischen Hintergrund in die Diözese holte. Er engagierte sich auch im Gesundheitswesen und schenkte den Schwestern vom Heiligen Josef für ihren Dienst an den Kranken ein Wohnhaus.
Thomas Dowling starb 1924 und wurde auf dem Holy Sepulchre Cemetery in Burlington beigesetzt.